# José Duarte (Autor)
José Duarte (* 23. Juni 1938 in Lissabon; † 30. März 2023) war ein portugiesischer Jazz-Promoter und -Autor, Fernseh- und Hörfunk-Moderator und -Produzent.

## Leben und Wirken
José Duarte war 1958 Mitbegründer des Clube Universitário de Jazz, der sich als Alternative zum zehn Jahre zuvor gegründeten Hot Clube de Portugal etablierte und 1961 von den Behörden geschlossen wurde. Das Programm „O Jazz“ auf Rádio Universidade und andere folgten. Des Weiteren bildete Duarte mit der Sängerin Teresa Paula Brito die Gruppe The Strollers, die in den 1960er-Jahren zwei Singles aufnahm.
Seine Sendung „Cinco Minutos de Jazz“, die derzeit auf Antena 1 ausgestrahlt wird, ist die älteste im portugiesischen Rundfunk – die erste Ausstrahlung erfolgte 1966 auf Rádio Renascença. Die Sendereihe wurde mit dem Prémio Autores der Sociedade Portuguesa de Autores für das beste Radioprogramm ausgezeichnet. A menina dança?, Jazz com brancas und À volta da meia-noite waren weitere Rundfunksendungen, in denen Duarte zu hören war.
Im portugiesischen Fernsehen, auf RTP2, präsentierte José Duarte „Outras Músicas“ für etwa drei Jahre ab 1990 und „Jazz a Preto e Branco“ im Jahr 2001. Seine Karriere ist auch durch die erste Jazz-LP geprägt, die in Portugal mit ausländischen Musikern aufgenommen und veröffentlicht wurde. Von 1975 bis 1984 war er Vorstandsmitglied der International Jazz Federation.
Duarte verfasste mehrere Bücher. Er war Gründer und Herausgeber der dreimonatlich erscheinenden zweisprachigen Zeitschrift O Papel do Jazz (1997–98). Außerdem schrieb er die Einführung für Steve Lacys Live-Album von 1972 aus Lissabon (Estilhaços, Guilda Da Música) sowie die Liner Notes für Veröffentlichungen von George Duke, dem New York Jazz Quartet, Carlos Bechegas/Peter Kowald und anderen.
2004 wurde Duarte die Medalha de Mérito Cultural vom portugiesischen Ministerium für Kultur verliehen.

## Publikationen
- João na Terra do Jaze (1981)
- Jazzé e Outras Músicas (1994)
- Cinco Minutos de Jazz (2000)
- História do Jazz (2000)
- Jazz, Escute e Olhe – Portugal 1971-2001 (2001)
- Poezz - jazz na poesia em língua portuguesa (2004)